# تاشلیجا (آرتوین)
تاشلیجا (به ترکی استانبولی: Taşlıca) یک منطقهٔ مسکونی در ترکیه است که در آرتوین واقع شده‌است. تاشلیجا ۱۱۹ نفر جمعیت دارد.